# Vånga landskommun, Östergötland
Vånga landskommun  var en tidigare kommun i Östergötlands län.

## Administrativ historik
När 1862 års kommunalförordningar trädde i kraft inrättades i Sverige cirka 2 500 kommuner. Huvuddelen av dessa var landskommuner (baserade på den äldre sockenindelningen), vartill kom 89 städer och åtta köpingar. Då inrättades i  Vånga socken i Finspånga läns härad i Östergötland denna kommun. 
Vid kommunreformen 1952 uppgick denna  landskommun i Skärblacka landskommun som senare 1971 uppgick i Norrköpings kommun.

## Politik

### Mandatfördelning i Vånga landskommun 1938-1946
| 14 | 6 | 2 | 3 |

| 23 |

| 14 | 11 |

| 22 |

| 9 | 6 | 3 | 2 |

| 17 | 3 |